# Новое Зияшево
Но́вое Зия́шево (тат. Яңа Җияш) — деревня в Актанышском районе Республики Татарстан, в составе Старобугадинского сельского поселения.

## История
В «Списке населенных мест по сведениям 1870 года», изданном в 1877 году, населённый пункт упомянут как деревня Новая Зияшева (Каратал) 1-го стана Мензелинского уезда Уфимской губернии. Располагалась при ключе, по левую сторону почтового тракта из Мензелинска в Бирск, в 41 версте от уездного города Мензелинска и в 35 верстах от становой квартиры в деревне Поисева. В деревне, в 21 дворе жили 139 человек (66 мужчин и 73 женщины, тептяри). Жители занимались земледелием, скотоводством.

## Население
| 1816 | 1834 | 1859 | 1870 | 1884 | 1906 | 1913 | 1920 | 1938 | 1949 | 1958 | 1970 | 1979 | 1989 | 2002 | 2010 | 2015 |
| ---- | ---- | ---- | ---- | ---- | ---- | ---- | ---- | ---- | ---- | ---- | ---- | ---- | ---- | ---- | ---- | ---- |
| 40   | 49   | 216  | 135  | 316  | 389  | 473  | 418  | 313  | 278  | 281  | 298  | 267  | 190  | 148  | 168  | 128  |

Национальный состав села: татары.